# Ann Ayars

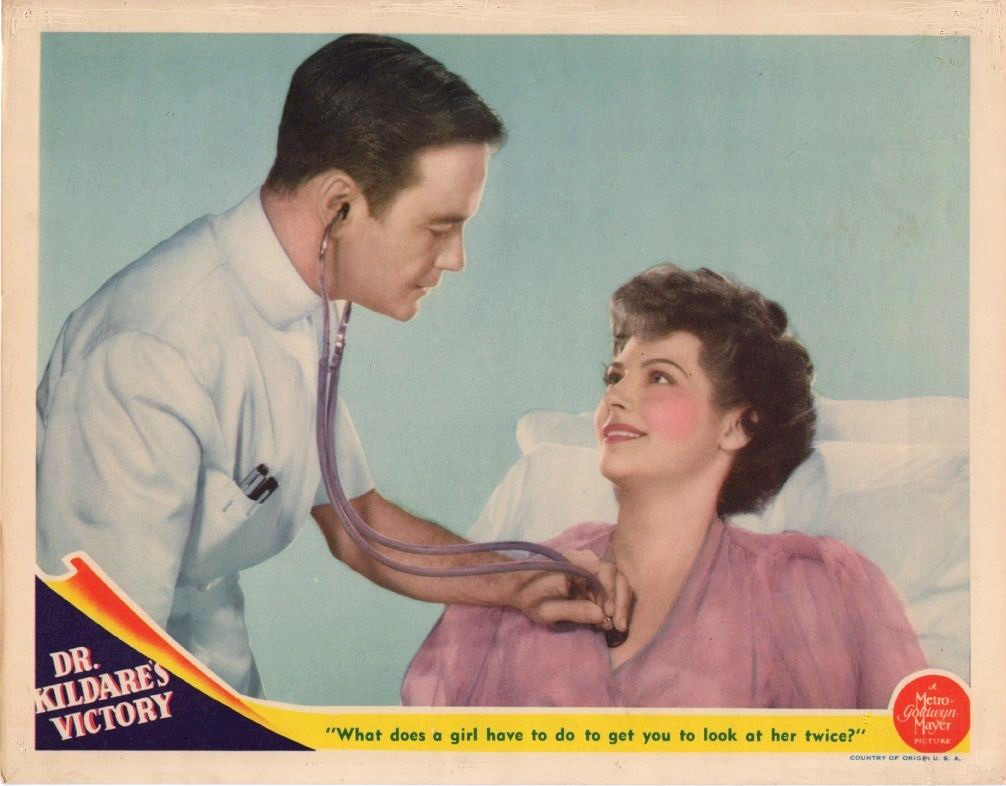
Avec Lew Ayres, dans Dr. Kildare's Victory (1942, poster promotionnel)

Ann Ayars, née le 23 juillet 1918 à Beverly Hills (Californie) et morte le 27 février 1995 à Hemet (Californie), est une actrice, chanteuse, pédagogue et metteuse en scène américaine (parfois créditée Anne Ayars ou Ann Ayers).

## Biographie
Au cinéma, Ann Ayars débute dans le moyen métrage musical Fiesta (en) de LeRoy Prinz (1941, avec Jorge Negrete et Armida). Suivent six longs métrages américains sortis en 1942-1943, dont Quelque part en France de Jules Dassin (1942, avec Joan Crawford et John Wayne) ainsi que Et la vie continue de Clarence Brown (1943, avec Mickey Rooney et Frank Morgan).
Par ailleurs chanteuse d'opéra dans la tessiture de soprano, elle se produit de la fin des années 1940 au début des années 1950 au New York City Opera, où elle personnifie notamment Mimi dans La Bohème de Giacomo Puccini (1947-1951) et Violetta dans La traviata de Giuseppe Verdi (1948-1952).
Elle apparaît également sur scène en Europe et ainsi, chante Euridice dans Orfeo ed Euridice de Christoph Willibald Gluck au Festival de Glyndebourne en 1947 (avec Kathleen Ferrier interprétant Orfeo), puis Zerlina dans Don Giovanni de Wolfgang Amadeus Mozart au festival d'Édimbourg en 1948 (avec Paolo Silveri dans le rôle-titre).
En raison de cette partie de carrière menée au Royaume-Uni, elle tient le rôle parlé et chanté d'Antonia dans le film britannique Les Contes d'Hoffmann de Michael Powell et Emeric Pressburger (1951, avec Moira Shearer et Ludmila Tcherina, elles doublées au chant), inspiré de l'opéra éponyme de Jacques Offenbach.
Après ce dernier film, elle participe encore pour la télévision américaine à huit séries des années 1960, dont Suspicion (un épisode, 1964) et Mission impossible (un épisode, 1966).
De 1968 à 1987 (année où elle se retire), Ann Ayars enseigne le chant et le piano au collège de San Jacinto en Californie (dénommé Mt. San Jacinto College (en)) et durant cette période, met en scène une vingtaine de productions d'opéras au Mt. San Jacinto College Opera Theatre (qu'elle dirige), dont The Medium (en) de Gian Carlo Menotti en 1976.

## Filmographie complète

### Cinéma
(films américains, sauf mention contraire)
- 1941 : Fiesta (en) de LeRoy Prinz : Cholita
- 1942 : Nazi Agent de Jules Dassin : Kaaren De Relle
- 1942 : Dr. Kildare's Victory de W. S. Van Dyke : Cynthia « Cookie » Charles
- 1942 : Apache Trail de Richard Thorpe : Constance Selden
- 1942 : Quelque part en France (Reunion in France) de Jules Dassin : Juliette
- 1943 : The Youngest Profession d'Edward Buzzell : Susan Thayer
- 1943 : Et la vie continue (The Human Comedy) de Clarence Brown : Mme Sandoval
- 1951 : Les Contes d'Hoffmann (The Tales of Hoffmann) de Michael Powell et Emeric Pressburger (film britannique) : Antonia

### Télévision
(séries américaines)
- 1963 : Le Virginien (The Virginian), saison 2, épisode 7 Brother Thaddeus de John English : Sœur Saint-Luc
- 1964 : Suspicion (The Alfred Hitchcock Hour), saison 2, épisode 14 Beyond the Sea of Death d'Alf Kjellin : Lucy Barrington
- 1964 : Perry Mason, saison 8, épisode 2 The Case of the Paper Bulletss d'Arthur Marks : une journaliste
- 1966 : Adèle (Hazel), saison 5, épisode 24 Who Can Afford a Bargain? de William D. Russell : Mme Sherell
- 1966 : Batman, saison 1, épisode 23 L'Anneau de cire (The Ring of Wax) de James B. Clark : « Madame Soleil »
- 1966 : Jericho, saison unique, épisode 9 One for the Mountain (Part I) de Barry Shear : Mme Perazzzo
- 1966 : Mission impossible (Mission: Impossible), saison 1, épisode 13 Elena de Marc Daniels : Señora Del Barra
- 1967 : Les Monroe (The Monroes), saison unique, épisode 25 Teaching the Tiger to Purr de Norman Foster : Kate Buchner

## Rôles à l'opéra (sélection)
- 1947 : Orfeo ed Euridice de Christoph Willibald Gluck, soli, chœur du Festival de Glyndebourne, Southern Philharmonic Orchestra, direction musicale Fritz Stiedry (festival de Glyndebourne)[1] : Euridice
- 1947-1951 : La Bohème de Giacomo Puccini (New York City Opera) : Mimi
- 1948 : Don Giovanni de Wolfgang Amadeus Mozart, soli, chœur, Royal Philharmonic Orchestra, direction musicale Rafael Kubelik (festival d'Édimbourg) : Zerlina
- 1948-1952 : La traviata de Giuseppe Verdi (New York City Opera) : Violetta
- 1951 : Manon de Jules Massenet (New York City Opera) : rôle-titre
- 1953 : Mavra d'Igor Stravinsky (New York City Opera) : Parasha

## Note et référence
1. ↑  Cette même année 1947, l'enregistrement d'une version abrégée de l'opéra (avec la même distribution) est réalisé à Londres pour Decca : voir la discographie de Kathleen Ferrier (disque disponible en microsillon, puis en CD).